# Diya
路炜达（1999年—），游戏化名“Diya”，是一名中国《守望先锋》职业玩家。

## 生涯
Diya于1999年出生于辽宁沈阳，8岁接触FPS类游戏，13岁打进某项目决赛，但是因为年龄问题被取消资格，16岁成为《枪神纪》职业选手，开启职业生涯。2016年7月，他加盟VG电子竞技俱乐部《守望先锋》分部。2017年10月31日，守望先锋联赛队伍上海龙之队宣布Diya转投该队。2021年12月14日霖感LGE电子竞技俱乐部宣布0号输出选手Diya加入洛杉矶英勇队。

## 被质疑作弊

视频中出现的Diya疑似使用外挂的镜头的慢动作回放，他所使用的英雄猎空在两个敌方英雄单位中迅速切换，这些类似的鼠标移动被玩家戏称为“雨露均沾”。

2016年10月2月，在守望先锋泛亚太超级锦标赛比赛期间，比赛主办方香蕉游戏传媒称当日收到疑似作弊的申诉，后联合暴雪娱乐调查后未发现作弊行为。之后，弹幕视频网站bilibili上出现了名为“vg.diya 疑似开挂视频”的三段视频，其中有两部分来自于YouTube。视频迅速于互联网传播，引发了极大争议。10月5日，暴雪中国发布公告，声明针对VG队员yumu和diya的申诉不成立。VG俱乐部以及Diya本人也发布声明反驳指控。